# John Selden

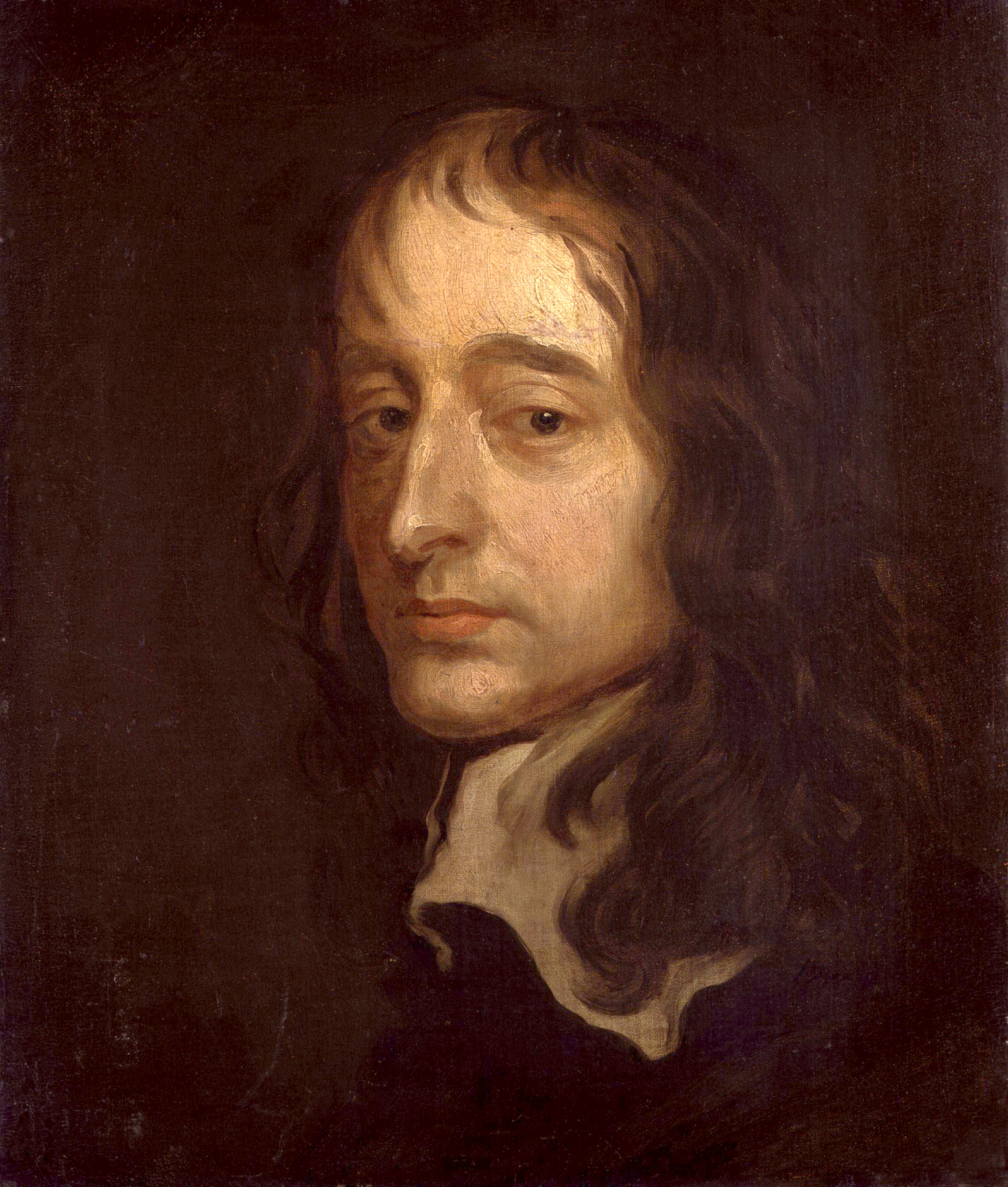
John Selden.

John Selden (Salvington, Sussex, 1584-Londres, 1654) fue un jurista y humanista inglés.

## Biografía
A pesar de un origen modesto (su padre era un pequeño agricultor), aprovechó la notable efervescencia cultural del Londres isabelino para hacerse un hueco en la alta sociedad gracias a sus grandes cualidades intelectuales. Nacido en Salvington (ahora parte de Worthing) en Sussex, estudió en la Universidad de Oxford y luego en 1604 en Inner Temple, una de las facultades de derecho de Londres. Se convirtió en abogado en 1612, pero ejerció poco. Publicó su History of Tithes ('Historia de los Diezmos') en 1618, cuyas conclusiones inquietaron al clero porque sostenía que los diezmos no se debían en virtud de la ley divina, sino de la ley humana: esto le valió ser llamado a retractarse ante el rey Jaime I de Inglaterra y su Consejo Privado.
En la década de 1620, su trabajo se volvió cada vez más político: hombres influyentes acudían a él en busca de consejo sobre asuntos constitucionales, lo que lo llevó a participar en asuntos públicos. Tanto es así que en 1621 fue contratado como asesor jurídico por la Cámara de los Lores y la de los Comunes. Su consejo llevó en particular a los Lores a restablecer la práctica caída en desuso, consistente en procesar a los funcionarios acusados de actividades ilícitas. Descontento con esta decisión, el rey Jacobo I encarceló a Selden durante cinco semanas. Este arresto parece radicalizarlo contra todas las formas de tiranía.
Se sentó en las sesiones de la Cámara de los Comunes de 1624-1625, 1626 (donde estuvo en el comité responsable de redactar la acusación de Buckingham) y 1628-1629 (donde fue responsable de redactar la Petición de Derechos). Molesto por la resistencia de los diputados, el rey Carlos I puso fin abruptamente a la sesión parlamentaria de 1629 y luego arrestó a nueve de ellos, incluido John Selden. El abogado fue encarcelado en la Torre de Londres durante ocho meses y luego trasladado a la prisión de Marshalsea, sin que se presentaran cargos específicos en su contra. En 1631 obtuvo la libertad condicional. Su liberación final en 1635 está vinculada a un trato hecho con el rey: Selden gana su libertad con la condición de que publique su libro Mare Clausum ('El mar cerrado'). En esta obra, el jurista defiende la soberanía británica sobre los mares circundantes, tesis que sirve a los intereses marítimos de Carlos I. Como tal, John Selden puede ser considerado, junto con Hugo Grotius, como un pionero del derecho internacional del mar.
Según Christian Geulen, en John Selden, como en Edward Coke, antes de que lo teorizara el conde de Boulainvilliers, aparece «la idea de una eterna lucha de razas» ejemplificada en la lucha secular por la liberación de los «anglosajones» frente a los «normandos».
Además de ser un eminente historiador del derecho y un gran constitucionalista, John Selden es un destacado orientalista. Como resultado, aprendió idiomas orientales, primero hebreo con James Ussher, futuro arzobispo de Armagh. Su biblioteca contiene libros o manuscritos en hebreo, siríaco, árabe, persa, turco y chino. Entre ellos se encuentra el famosos Códice Selden. Tal pasión se explica por su convicción de que la verdad se encuentra a partir de fuentes originales. Su famoso tratado sobre derecho natural, el De jure naturali et gentium juxta disciplinam Ebraeorum publicado en Londres (Bishop) en 1640, da testimonio de esta inmensa cultura jurídica y literaria.
Insistía en remontarse a las fuentes, según cita en su tratado Titles of Honour (1614) "Yo no os transmito nada citado de segunda mano, sino que siempre me ha gustado la fuente".
Reaparece en el Parlamento Largo donde se muestra moderado, pero termina apoyando al Parlamento contra el rey. Durante la asamblea de Westminster que se reunió de 1643 a 1649 para reformar la Iglesia de Inglaterra, se puso del lado de los erastianos que defendían la sumisión de la Iglesia a la autoridad del poder civil. En su testamento redactado en 1653, lega sus libros, sus manuscritos y su mapa de China a la Universidad de Oxford en ausencia de heredero. Murió al año siguiente en su casa londinense de Whitefriars. En 1659, estos documentos se incorporaron a la Biblioteca Bodleiana.
Se había casado en secreto y civilmente con Elizabeth Talbot, condesa de Kent. Sus amigos más notables fueron el poeta John Donne, el satírico Ben Jonson y el dramaturgo Francis Beaumont.
Su lema Peri Pantos ten eleutherian ('Libertad ante todo') muestra su dedicación a la defensa de la libertad frente a la tiranía, especialmente a través de la ley.